# 芒特霍普 (阿拉巴馬州)
芒特霍普（英語：Mount Hope）是位於美國阿拉巴馬州沃克縣的一個非建制地區。該地的面積和人口皆未知。

## 地理
芒特霍普的座標為33°46′09″N 87°14′28″W / 33.76917°N 87.24111°W，而該地的平均海拔高度為101米（即331英尺）。